# Andrea Haugen
 (septembre 2008).
Si vous disposez d'ouvrages ou d'articles de référence ou si vous connaissez des sites web de qualité traitant du thème abordé ici, merci de compléter l'article en donnant les références utiles à sa vérifiabilité et en les liant à la section « Notes et références ».
Pour les articles homonymes, voir Haugen et Andrea Meyer.
Andrea « Nebel » Meyer (anciennement Andrea Haugen), née en 1969 à Hanovre et morte le 13 octobre 2021 à Kongsberg, est une musicienne et écrivaine aussi connue sous les pseudonymes d'Andréa Nebel, Nebel, Aghast et de Nebelhexë. Elle traite de sujets décadents et souvent ésotériques. Elle fut mariée avec Tomas Haugen, alias Samoth, du groupe de black metal Emperor avec qui elle a eu une fille. Elle est tuée dans un attentat à l'arc en Norvège.

## Biographie
Andrea Meyer est née en Allemagne du nord, mais grandit en Angleterre.
Attirée par les musiques new wave, underground et gothique britanniques, elle emménage à Londres en 1990, où elle trouve rapidement sa place dans la scène underground.[réf. nécessaire] Intéressée par le surnaturel, elle se fait connaitre dans divers réseaux occultes, de magie IOT, CoS. Elle devient par la suite un modèle pour la scène fétichiste et collabore sur scène avec des groupes  comme Cradle of Filth sur leur premier album The Principle of Evil Made Flesh en 1994.
La même année, elle crée son premier projet musical dark ambient, et sort l'album « Hexerei im Zwielicht der Finsternis » sous le nom d'Aghast. Elle participe en 1996 à l'album Nemesis Divina du groupe Satyricon. Elle compose également les mélodies tribales et folk d’Hagalaz' Runedance, un projet qu'elle dédie à la spiritualité païenne de l'Europe du Nord. Hagalaz' Runedance devient très populaire et atteint bientôt le haut des classements allemands. Depuis 2003, elle sort tous ses disques sous le nom de Nebelhexë.
Elle a depuis également travaillé sur des scénarios de vidéos et de films. Elle a écrit les scénarios d'horreur The grandmother et Behind the mirrors pour le scénariste anglais Phil Burtham et elle a écrit le court-métrage Torture is no Culture.
Écrivaine depuis 1995, ses écrits, commentaires et pensées, qui vont à l'encontre des religions patriarcales, sont devenus relativement connus et nombre de ses commentaires sont parus dans des magazines alternatifs. Elle rédige régulièrement des articles humoristiques basés sur sa vie quotidienne, intitulés Seriously!... The things that irritate Nebelhexë... dans le magazine gothique norvégien Rimfrost,.
Pendant la période Hagalaz' Runedance, Andrea Haugen écrit le livre The Ancient Fires of Midgard, exposant en détail sa découverte des mythes germaniques. En 2009, elle indique être divorcée et travailler sur un livre à paraître, Walking With The Night, qui traite de questions telles que le côté sombre de la vie, les mythes vampiriques, la spiritualité moderne et des histoires humoristiques de sa vie inhabituelle.
Elle a repris une chanson de Nina Hagen, Don't Kill The Animals, qui fut un hit dans les années '80, en collaboration avec le musicien américain Jarboe. Les bénéfices sont reversés au groupe de défense animale Peta.
Elle dit : « la vie est faite pour être vécue ! C'est un voyage merveilleux et sans limites et je suis fascinée par tous ses mystères et j'explore des philosophies spirituelles venues du monde entier. J'aime la vraie spiritualité, les gens vrais et de vrais accomplissements ».[réf. nécessaire]
Andrea Meyer pratique le Kickboxing. Elle possède des résidences en Norvège et en Angleterre.
Elle meurt lors de l'Attentat de Kongsberg le 13 octobre 2021.

## Discographie

### EP
- Reprise de Don't Kill The Animals avec Jarboe, EP, 2009

### Albums
- Nebelhexë – Essensual, CD, 2006
- Nebelhexë - Laguz, Within The Lake, CD, 2004
- Nebelhexe - Dead Waters, CD, 2009
- Hagalaz' Runedance - Frigga’s Web, CD/ LP 2002
- Hagalaz' Runedance - Volven, CD/ LP/Picture disc 2000
- Hagalaz' Runedance - Urd - That Which Was’, MCD/ Picture disc 1999
- Hagalaz' Runedance - The Winds That Sang of Midgard’s Fate, CD 1998
- Aghast - Hexerei Im Zwielicht Der Finsternis, CD/Picture disc 1994

## Vidéographie

### Clips
- Nebelhexë – Underworld, 2006
- Nebelhexë – Wake To Wither, 2003
- Digital Sleep

### Court-métrage
- Torture is no Culture, 2007

## Apparitions, collaborations
- Cradle Of Filth - The Principle of Evil Made Flesh 1994
- Satyricon - Nemesis Divina 1996